# Rhys Fulber
Nowell Rhys Fulber (ur. 10 października 1970 w Vancouver w Kanadzie) – kanadyjski muzyk, kompozytor, producent muzyczny, instrumentalista klawiszowiec.
Fubler znany jest z występów w grupach muzycznych Fear Factory, Front Line Assembly, Delerium oraz Bill Leeb. Jako specjalista od sampli 3 czerwca 1995 wystąpił na festiwalu Dynamo Open Air w Eindhoven w składzie projektu muzycznego Nailbomb (był to jedyny koncert w historii tegoż)